# Belogorje (Naturreservat)
Der Naturreservat Belogorje (russisch Белогорье) ist ein in mehrere voneinander getrennte Teile gegliedertes Naturreservat (ein Sapowednik) im russischen Gebiet Belgorod nahe der Grenze zur Ukraine. Im Naturreservat sind verschiedene Landschaftsformen der südlichen Waldsteppenzone vertreten. Dazu gehört auch der Wald an der Worskla.
Die Verwaltung des Naturreservat leitet auch den Naturpark Rowenski, der für seltene Vogelarten bekannt ist.

## Zugehörige Gebiete
Der Naturreservat Belogorje besteht aus fünf Teilen. Der Naturreservatsgutshof befindet sich in Borissowka im Wald an der Worskla.
| Teil des Naturreservats | Geographische Lage | Jahr der Gründung | Fläche in ha | Landschaften und Besonderheiten | Foto |
| ----------------------- | ------------------ | ----------------- | ------------ | --- | ---- |
| Wald an der Worskla     | Rajon Borissowka   | 1924              | 1038         | Uralter Eichenwald |      |
| Jamskaja Steppe         | Rajon Gubkin       | 1935              | 566          | Primärsteppe |      |
| Lysyje-Gory             | Rajon Gubkin       | 1993              | 170          | Kreidefelsen-, Steppenvegetation und Laubwald |      |
| Ostrasjewy-Jary         | Rajon Borissowka   | 1995              | 90           | Bairakwald (Bairak ist eine enge Schlucht, die an den Abhängen mit Eiche, Esche, Ahorn, Ulme, Birn- und Apfelbäumen bewachsen ist), Steppen- und Sumpfvegetation                     |      |
| Stenki-Jsgorja          | Rajon Nowy Oskol   | 1995              | 267          | Komplex mit Eichenwald, Kreidefelsen-, Steppen-, Sumpf- und Auenvegetation, Erlen-Bruchwald. Hier ist die voreiszeitliche Kreidekiefer anzutreffen (Pinus sylvestris var. cretacea). |      |

## Geschichte
Schon vor 1999 gab es in der Oblast Belgorod das Naturreservat Wald an der Worskla, das aus zwei Teilen bestand: dem eigentlichen Wald an der Worskla und Ostrasjewy Jary. Außerdem gab es das in drei Gebiete gegliederte Zentrale Schwarzerde-Naturreservat mit der Jamskaja-Steppe, Stenki Isgorja und Lysyje Gory (andere Teile dieses Reservats befinden sich in der Oblast Kursk). Diese drei Gebiete wurden im Jahre 1999 mit dem Wald an der Worskla verbunden. Nach der Vereinigung erhielt das Naturreservat wegen der weißen Kreidefelsen den Namen Belogorje.